# Friedrich Wilhelm Levi
Friedrich Wilhelm Daniel Levi (Mulhouse, 6 febbraio 1888 – Friburgo in Brisgovia, 1º gennaio 1966) è stato un matematico tedesco.

## Biografia
Levi nacque da Georg Levi e Emma Blum a Mulhouse in Alsazia-Lorena, all'epoca parte dell'Impero tedesco. Conseguì il suo dottorato nel 1911 con Heinrich Martin Weber presso l'Università di Strasburgo.

## Carriera
Levi servì como militare nell'esercito tedesco nel 1906-1907, e fu richiamato di nuovo al servizio dell'artiglieria durante la prima guerra mondiale, 1914-18. Durante questo periodo fu insignito della Croce di ferro, e fu licenziato come tenente. Nel 1917, sposò Barbara Fitting, con la quale ebbe tre figli (Paul Levi, Charlotte e Suzanne). Insegnò presso l'Università di Lipsia tra il 1920 e il 1935, quando il governo nazista lo licenziò a causa della sua ascendenza ebraica. Friedrich e Barbara si trasferirono a Calcutta, in India.
Nel 1935 accettò un'offerta come capo del Dipartimento di Matematica presso l'Università di Calcutta. Introdusse il grafico di Levi nel 1940 in una serie di conferenze sulla geometria finita. Contribuì alla comprensione della combinatoria delle parole quando articolò il lemma di Levi in un articolo per la Calcutta Mathematical Society. Nel 1948, Levi divenne professore di matematica al Tata Institute of Fundamental Research di Mumbai, in India. Secondo Raghavan Narasimhan, Levi ebbe un'influenza importante sullo sviluppo della matematica del XX secolo in India, in particolare introducendo l'algebra moderna presso l'Università di Calcutta.
Nel 1952 tornò in Germania e fu professore alla Libera Università di Berlino e successivamente presso l'Università di Friburgo. Morì a Friburgo il primo giorno del 1966. Una bibliografia di 70 opere in matematica di Levi fu messa nel 1991 da Laszlo Fuchs e Rüdiger Göbel.

## Opere principali
- Abelsche Gruppen mit abzählbaren Elementen. B. G. Teubner, Leipzig [1919]. (Habilitationsschrift, Universität Leipzig)
- Geometrische Konfigurationen. Hirzel, Leipzig 1929.[4]
- Reinhold Baer and Friedrich Levi: Ränder topologischer Räume. Hirzel, Leipzig 1930.
- On the fundamentals of analysis. Six lectures delivered in February 1938 at the University of Calcutta. University of Calcutta, Calcutta 1939.
- F. W. Levi and R. N. Sen: Plane geometry. Calcutta 1939.
- Finite geometrical systems. Six public lectures delivered in February 1940 at the University of Calcutta. University of Calcutta, Calcutta 1942.
- Algebra. University of Calcutta, Calcutta 1942.